# Haut-Ogooué
La provincia di Haut-Ogooué è una delle 9 province del Gabon, il capoluogo è la città di Masuku (o Franceville). 
La provincia è situata nella parte orientale del paese e confina a nord con la provincia di Ogooué-Ivindo, a est e a sud con la Repubblica del Congo e ovest con la provincia di Ogooué-Lolo.